# ژانگ دی
ژانگ دی (انگلیسی: Zhang Di؛ زادهٔ ۴ ژوئیهٔ ۱۹۶۸) جودوکار اهل چین بود.